# Jawa 350/638
Jawa 350/638 je motocykl, vyvinutý firmou Jawa, vyráběný v letech 1984-1994. Předchůdcem byl model Jawa 350/634, nástupcem se stal typ Jawa 350/639.

## Technický popis
Model navazoval na typ Jawa 350/634. Oproti němu měl vyšší výkon motoru, nižší hmotnost a tedy i hospodárnější provoz. Kompresní poměr byl zvýšen na 10,2:1 a výkon na 17 kW (otevřená verze 19kW) při 5500 ot./min. Oba válce byly odlity z hliníku (u 634 z litiny) a počet přepouštěcích kanálů u válce byl zvýšen ze 2 na 4, elektroinstalace je již 12V, dynamo bylo nahrazeno alternátorem. Rám zůstal zachován dvojitý kolébkový stejně jako u modelu 634, silnější je přední vidlice ČZ.

## Podtyp 638-5
V letech 1984 až 1986 doplňoval výrobu běžného modelu 638 též podtyp, který byl označen číslovkou 5. Odlišnost je hlavně ve vzhledu. Podtyp 5 má vzhled předchozího modelu Jawa 350/634. To znamená, že nádrž je oblejší a nepřechází tolik plynule do sedla. Motor, kyvná vidlice i přední tlumiče jsou z běžné 638. Jednalo se o exportní typ. Některými byl přezdíván duhovka. To z důvodu žlutooranžové linky, která přechází z boku nádrže na boční plechy motocyklu. Některé modely se též vyvážely do Itálie. Tyto modely lze poznat podle importérem dosazených 7paprskových litých kol a kotoučové brzdy.

## Technické parametry
- Rám: dvojitý kolébkový ocelový
- Suchá hmotnost: 150 kg
- Pohotovostní hmotnost:
- Maximální rychlost: 125-130 km/h
- Spotřeba paliva: 3,5-3,8 l/100 km
- Mazání: směsí 1:40
- Zapalování: alternátor Pal 12V
- Spojka: třecí lamela v olejové lázni
- Řazení: nožní, pákou
- Max. stoupavost: 47 %
- Přední kolo: drátové 18’’
- Zadní kolo: drátové 18’’
- Rozměr ráfku: 2,15Bx18’’

## Fotogalerie

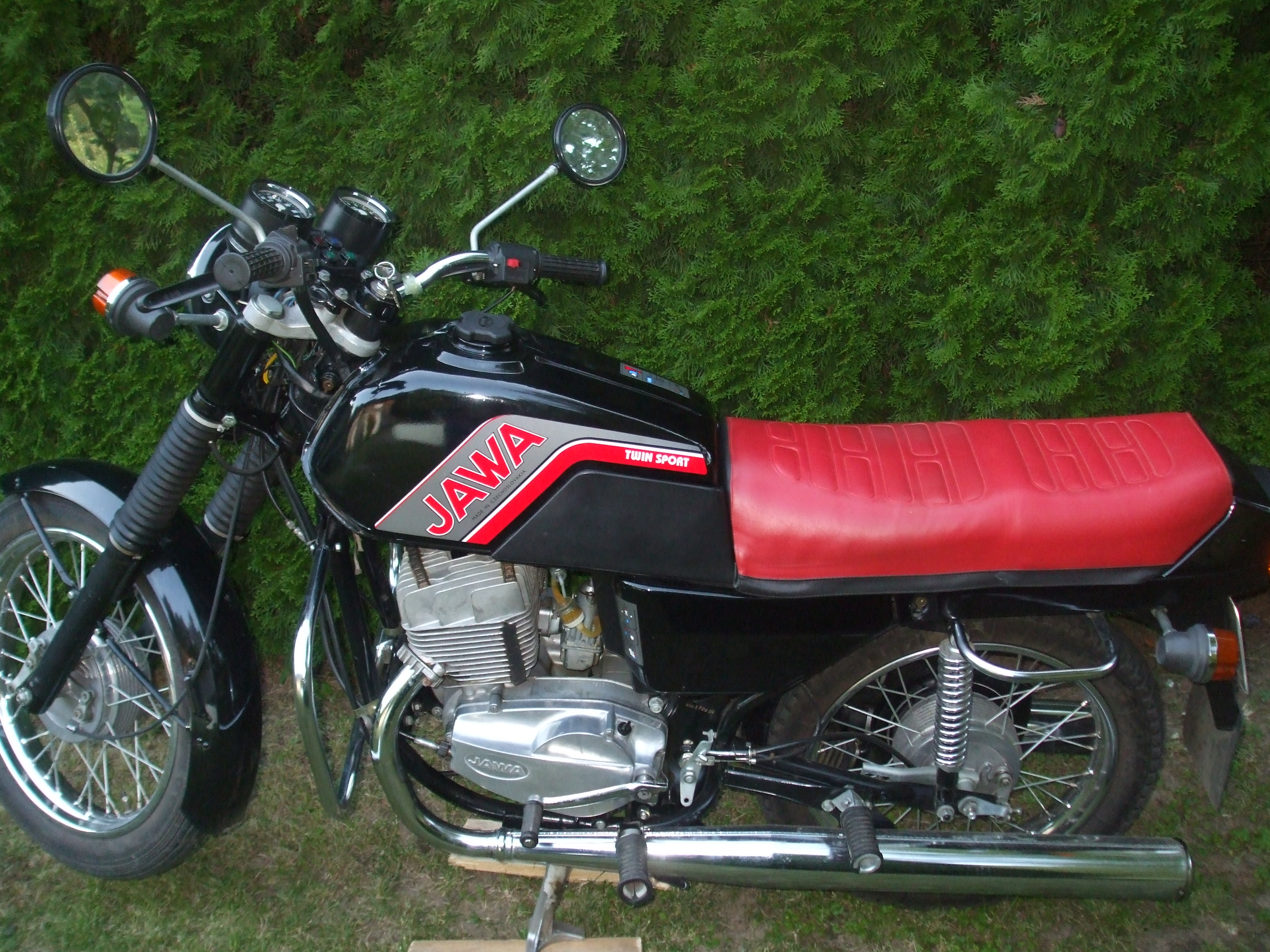
Motocykl Jawa 350 638-00 r. v. 1986
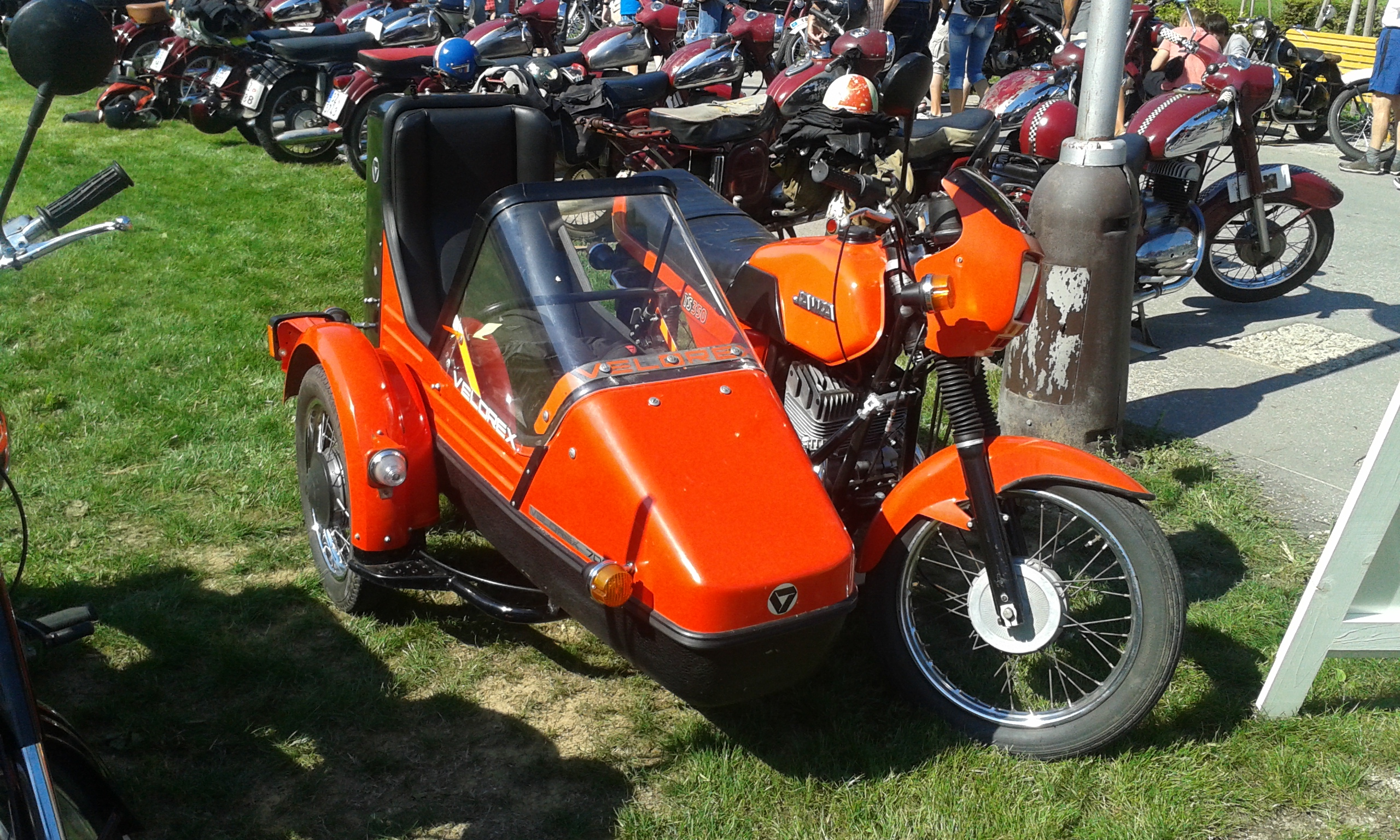
Jawa 350/638 se sidecarem
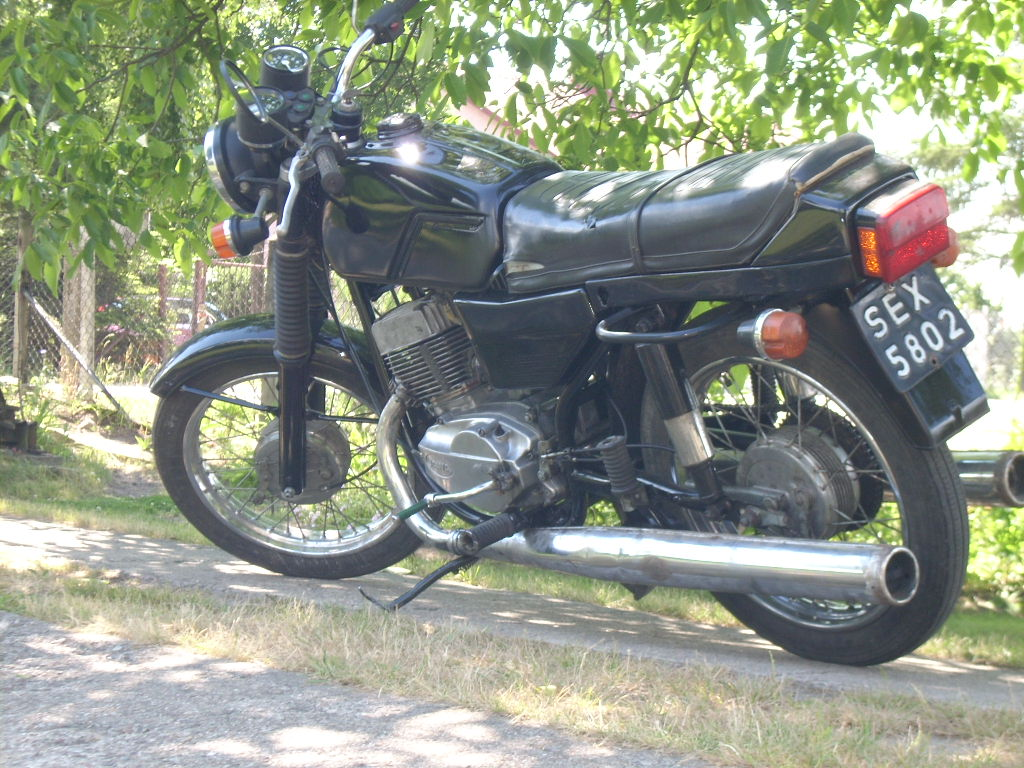
Jawa 350/638 Twin Sport (1988)